# Duna Televízió
Duna TV of Duna Televízió is een van de twee publieke televisiestations van de Hongaarse overheid en heeft zijn hoofdzetel in Boedapest. "Duna" is de Hongaarse naam voor de Donau. De zender concentreerde zich voorheen op nieuwsfeiten en andere programma's gericht op de Hongaarse minderheden buiten Hongarije. Sinds 15 maart 2015 is Duna het vlaggenschip van de Hongaarse publieke omroep met amusement, films en series.
Duna TV werd in 1992 opgericht met privaat geld, maar in juli 2002 nam de regering de financiering van de zender op zich. Vandaag komt ongeveer 80% van de inkomsten van Duna TV van de Hongaarse overheid, terwijl de rest van de inkomsten wordt voortgebracht door televisiereclame.
Op 15 maart 2015 is Duna het hoofdkanaal geworden van de Hongaarse publieke omroep. Vrijwel alle programma's van het eerste net; M1 zijn verhuisd naar Duna. M1 is nu een nieuwskanaal en Duna vervult de rol van amusementszender aangevuld met nieuws.

## Geschiedenis
Duna TV begon met uitzenden in december 1992 en was het eerste Hongaarse televisiestation om via satelliet uit te zenden. Het was tevens het eerste station dat zich specifiek richtte op de Hongaarse minderheden buiten Hongarije. Enkele jaren later werd Duna TV het eerste Hongaarse televisiestation dat 24 uur per dag in de ether was. In 2004 begon Duna TV met uitzenden in Noord-Amerika en Australië. In 2006 werd Duna TV II (Autonomy TV, later Duna World) gelanceerd.

## Regionale studio's
Het station zendt uit vanuit Boedapest, maar had tot 2012 ook regionale studio's in Cluj-Napoca (Kolozsvár), Târgu Mureș (Marosvásárhely), en Odorheiu Secuiesc (Székelyudvarhely) in Roemenië; Bratislava in Slowakije; Subotica (Szabadka) in Servië; Oezjhorod (Ungvár) in Oekraïne en nog op andere plaatsen. Door besparingen zijn de regionale studio's afgestoten en betrekt de Hongaarse omroep nieuws van lokale Hongaarse media in de buurlanden.